# Distretto di Macaracas
Il distretto di Macaracas è un distretto di Panama nella provincia di Los Santos con 9.021 abitanti al censimento 2010

## Geografia antropica

### Suddivisioni amministrative
Il distretto è suddiviso in undici comuni (corregimientos):
- Macaracas
- Bahía Honda
- Bajos de Güera
- Corozal
- Chupa
- El Cedro
- Espino Amarillo
- La Mesa
- Llano de Piedra
- Las Palmas
- Mogollón